# Föhrden-Barl
Föhrden-Barl ist eine Gemeinde im Westen des Kreises Segeberg in Schleswig-Holstein.

## Geschichte
Der Name setzt sich aus zwei früher einmal eigenständigen Orten zusammen: Föhrden und Barl. Diese waren durch den Fluss Bramau getrennt, es gab allerdings eine Furt, über die der Fluss überquert werden konnte.

## Politik

### Gemeindevertretung
Bei der Kommunalwahl 2023 errang die Freie Wählergemeinschaft Föhrden-Barl erneut alle neun Sitze in der Gemeindevertretung. Die Wahlbeteiligung betrug 57,4 Prozent.

### Wappen

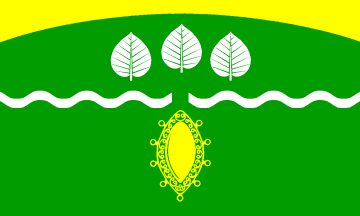
Flagge Föhrden-Barl

Blasonierung: „In Gold ein erhöhter grüner Berg, darin unter drei silbernen Laubblätter ein durchbrochener schmaler silberner Wellenbalken, darunter ein goldenes Amulett.“
Die drei Laubblätter symbolisieren den südlich gelegene Ortsteil Föhrden, da hier früher riesige Buchen und Eichen standen. Das Amulett soll an Wiebeke Kruse, eine Tochter der Gemeinde, erinnern und symbolisiert der Ortsteil Barl.

## Persönlichkeiten
Wiebeke Kruse war Frau des dänischen Königs Christian IV, der sie ca. 1625 im nahegelegenen Bad Bramstedt kennenlernte. Sie wurde von ihm als Erzieherin eingestellt. Später wurde sie seine Geliebte und es kam zur Heirat. Die Wiebke-Kruse-Straße im Ortsteil Barl ist nach ihr benannt. Ob sie tatsächlich aus Föhrden-Barl stammt ist urkundlich nicht belegt.

## Bilder

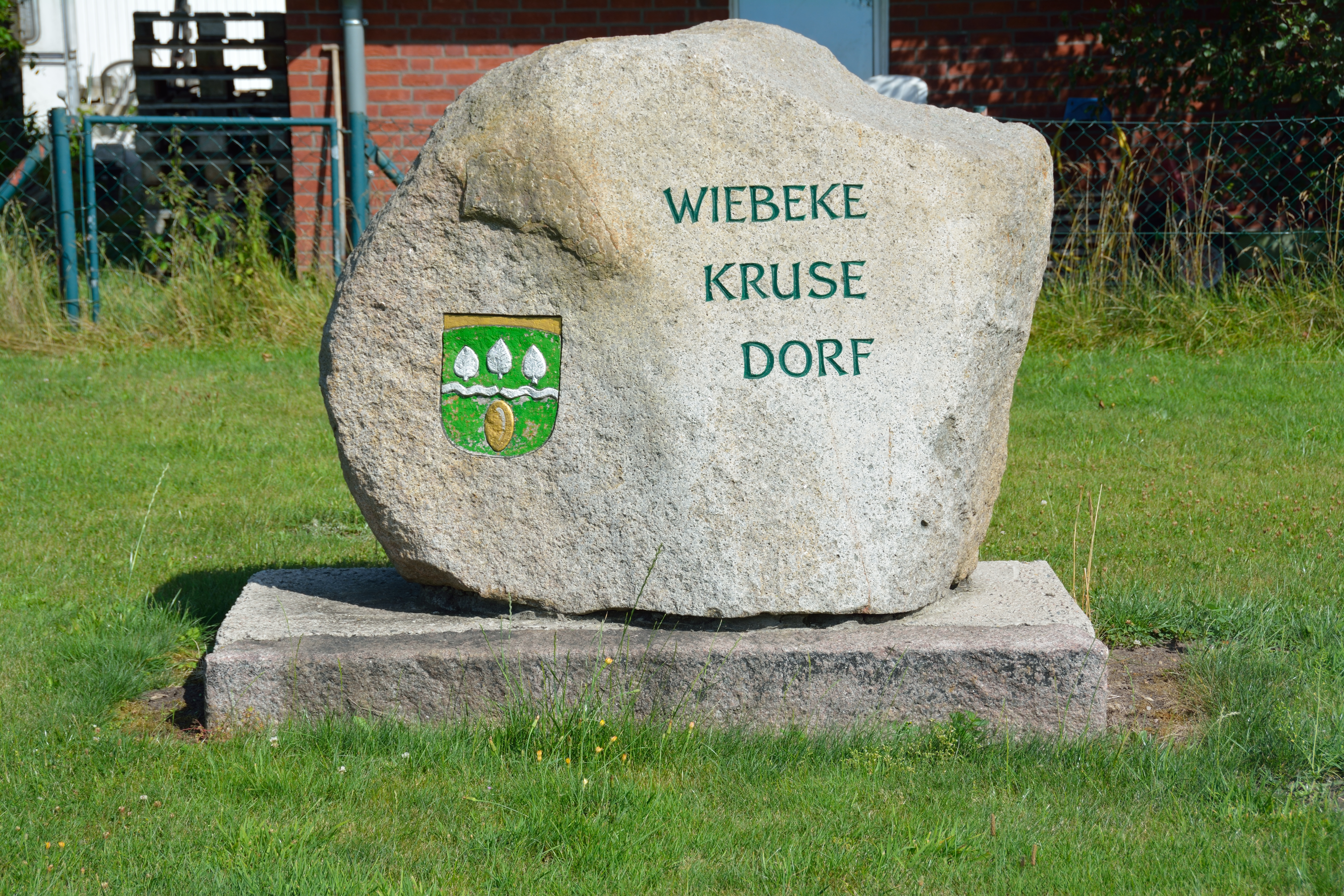
Gedenkstein für Wiebeke Kruse im Ort
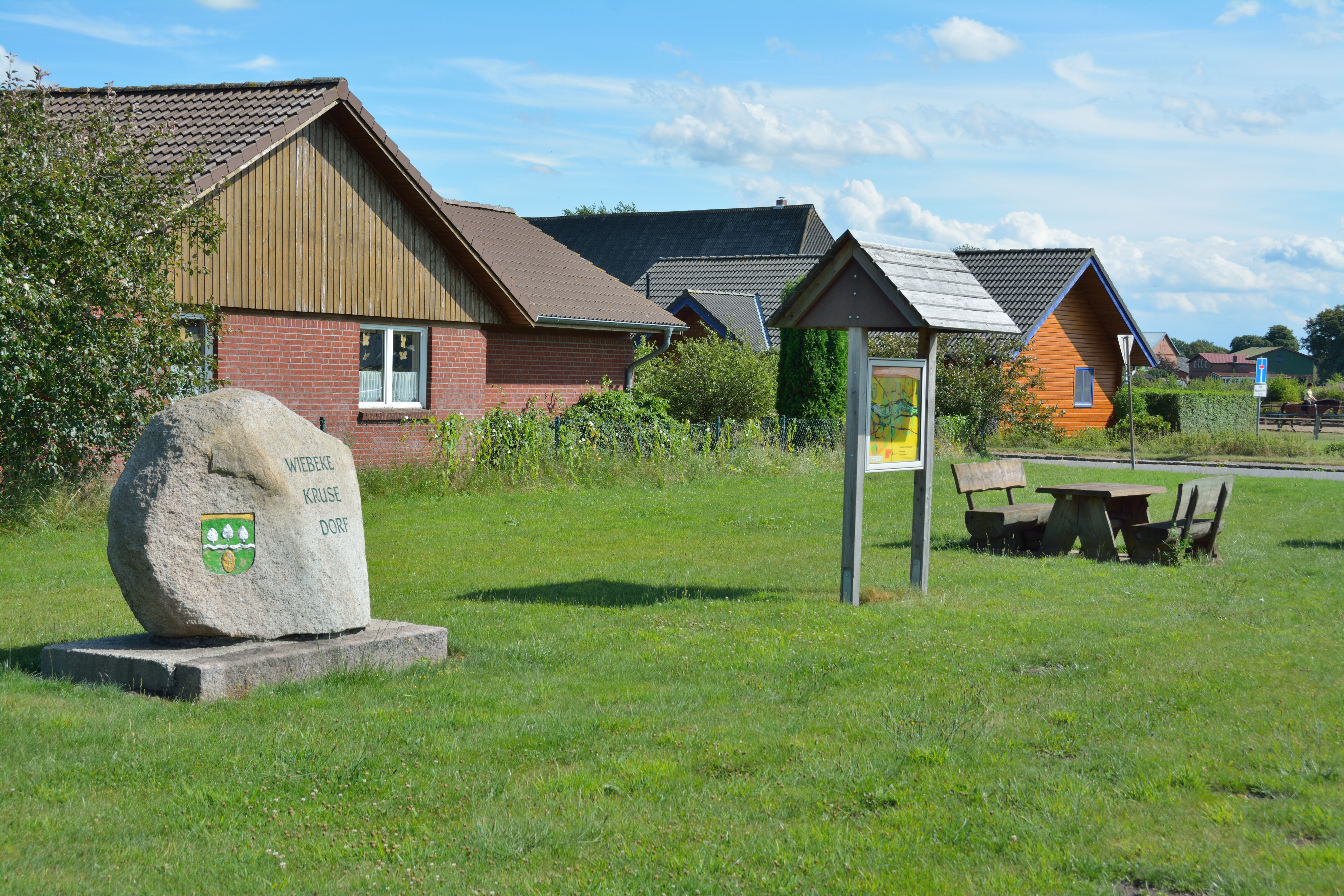
Umgebung des Gedenksteins
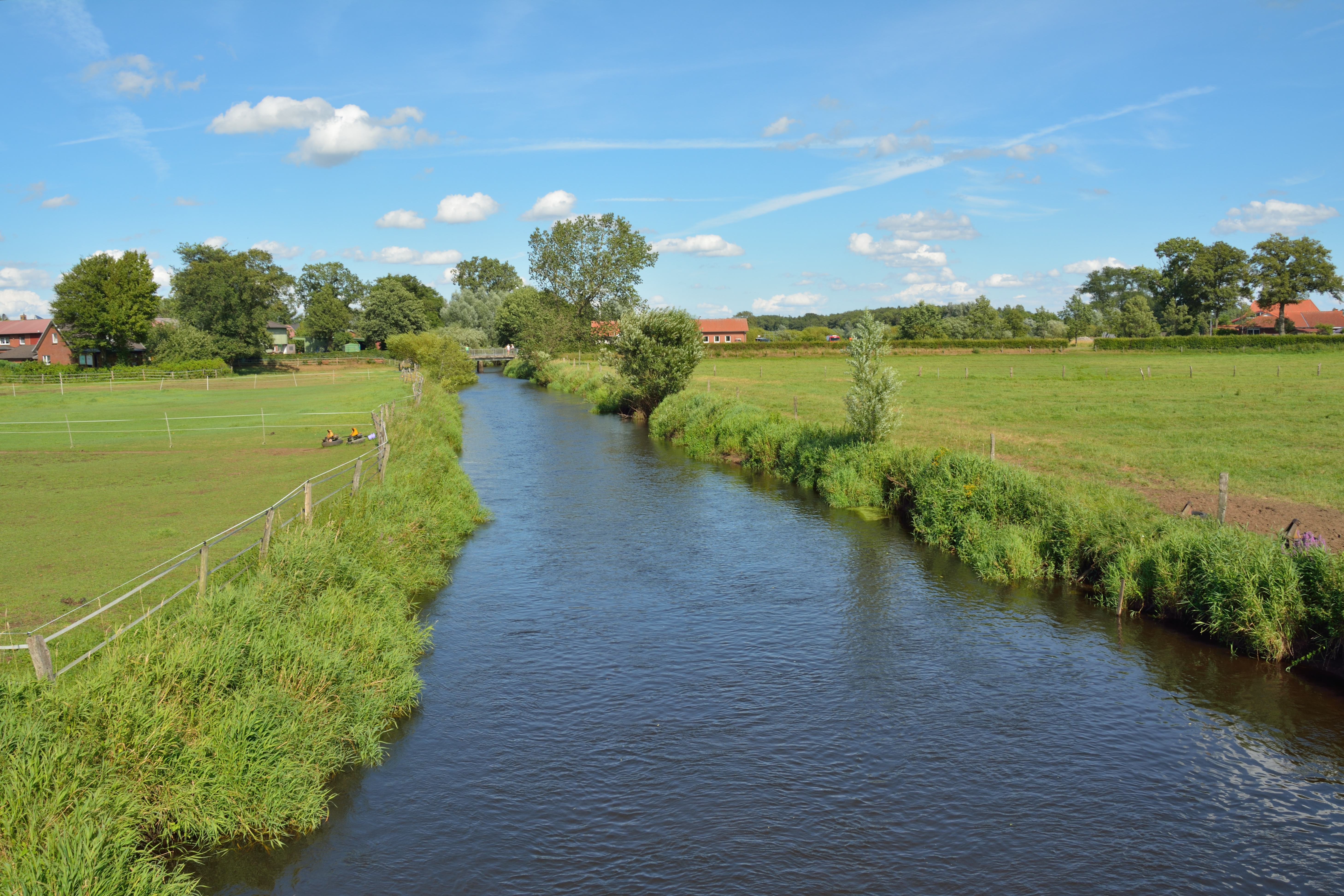
Die Bramau in Föhrden-Barl